# Diores kenyae
Diores kenyae es una especie de araña del género Diores, familia Zodariidae. Fue descrita científicamente por Berland en 1919.
Habita en Kenia.